# 1923 en hockey sur glace
Cette page présente les principaux évènements de l'année 1923 au hockey sur glace.

## Amérique du Nord

### Ligue nationale de hockey
- Les Sénateurs d'Ottawa remportent la Coupe Stanley 1923.

## Europe

### Compétitions internationales
- Première édition de la Coupe Spengler, remportée par l'Oxford University

### Allemagne
- Le Berliner Schlittschuhclub, remporte un 6e titre de champion d'Allemagne[1].

### France
- Coupe Magnus : Chamonix sont champions de France.

### Suisse
- EHC Saint-Moritz est sacré champion de Suisse (titre unifié).

## International
- 11 mars : la Suède remporte le championnat d'Europe devant la France.